# Pseudophilautus eximius
Pseudophilautus eximius é uma espécie de anfíbio da família Rhacophoridae. Foi endémica da Sri Lanka.